# Christian Adam Altstadt
Christian Adam Altstadt (* 3. Januar 1874 in Burghaun; † 15. Mai 1946 in Fulda) war Bürgermeister und Abgeordneter (Deutschnationale Volkspartei).
Altstadt war der Sohn des Landwirts Justus Altstadt und dessen Ehefrau Anna Kunigunda geborene Hühn. Altstadt, der evangelischer Konfession war, heiratete am 2. Februar 1899 Anna Katharina geborene Lindemann (* 6. Februar 1876 in Burghaun; † 28. Mai 1953 ebenda).
Altstadt lebte als Landwirt in Burghaun. Vom 8. Februar 1908 bis zum 28. Februar 1930 war er Bürgermeister von Burghaun. Von 1919 bis 1920 war er Mitglied des Kurhessischen Kommunallandtags des preußischen Regierungsbezirks Kassel und des Provinziallandtages der preußischen Provinz Hessen-Nassau.